# Tribolodon hakonensis
Tribolodon hakonensis är en fiskart som först beskrevs av Günther, 1877.  Tribolodon hakonensis ingår i släktet Tribolodon och familjen karpfiskar. Inga underarter finns listade i Catalogue of Life.